# Myrtle Gonzalez
Myrtle Gonzalez  (28 de septiembre de 1891 - 22 de octubre de 1918) fue una actriz estadounidense. Apareció en 78 películas entre 1913 y 1917, de las cualés 66 eran cortometrajes de entre uno y dos carretes. Gonzalez es considerada la primera actriz de origen latino en triunfar en Hollywood.
Gonzalez es conocida por interpretar a Enid Maitland en el largometraje The Chalice of Courage (1915), producida por Vitagraph Studios y protagonizada por William Duncan. Un escritor de revistas apodó a Gonzalez como "el lirio virgen de piel blanca del cine".

## Primeros años
Myrtle González nació en Los Ángeles, California el 28 de septiembre de 1891, hija de Manuel George González (1868–?) y Lillian L. Cook (1874–1932). Siendo la mayor de sus hermanos, Stella M. González (1892–1965) y Manuel G. González, Jr. (1898–?).
Su lado paterno proviene de una familia de California de origen hispana, siendo nativos mexicanos, mientras que sus abuelos maternos nacieron en Irlanda. Su padre trabajaba como minorista, mientras que su madre había trabajado como cantante de ópera, donde ganó popularidad.
Desde su infancia, Myrtle mostró un notable talento en el género dramático y tenía buena voz en el soprano. Apareció en varios conciertos, benéficos y locales, y cantaba en coros en las iglesias. Después empezó a interpretar papeles juveniles en el teatro juntó con Fanny Davenport y Florence Stone.
Gonzalez se casó por primera vez con James Park Jones. Tuvieron un hijo, James Park Jones, Jr. (nacido en 1911).

## Carrera cinematográfica

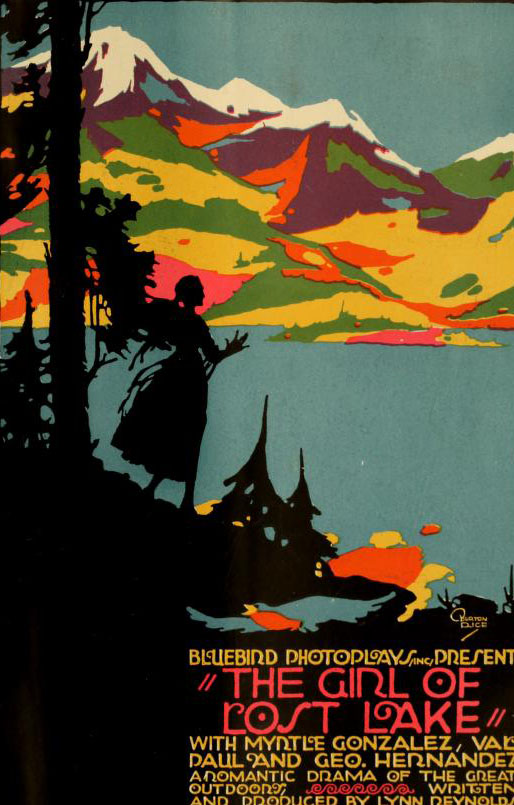
Presentación de The Moving Picture World, 1916

Debido a que había nacido en Los Ángeles, el cambio de producción cinematográfica en su ciudad natal resultó ser una gran ventaja para Myrtle. Gonzalez trabajó en estudios como Vitagraph y Universal.
Gonzalez apareció en 5 películas juntó con William Desmond Taylor en Vitagraph, principalmente en películas cómicas y dramáticas, incluyendo Her Husband's Friend (1913), Tainted Money (1914), Millions for Defence (1914), The Kiss (1914), y Captain Alvarez (1914).
En varios papeles, Gonzalez interpretaba principalmente papeles de heroína. Durante sus 6 años de carrera, varias de sus películas se representaban en países nevados y en bosques.

## Vida personal y muerte
El 1 de diciembre de 1917, Gonzalez se casó con el actor y director Allen Watt (1885-1944). El casamiento tuvo lugar en Los Ángeles. Después de haberse casado con Watt, Gonzalez decidió retirarse de la industria cinematográfica. Watt, quién trabajó como asistente de dirección en Universal Studios, servía para el Ejército de los Estados Unidos y Gonzalez decidió ir con él a Fort Lewis, ubicado en el estado de Washington. Sin embargo, la salud de Gonzalez era frágil para soportar el clima y el capitán Watt se retiró del Ejército de los Estados Unidos para poder trasladar a Gonzalez al Sur de California. Watt volvió a trabajar con Universal Studios y comenzó a trabajar como director.
Gonzalez, quien tenía 27 años, murió tras ser víctima de la pandemia de gripe española en 1918, en el momento de su muerte, Gonzalez se encontraba en la casa de sus padres ubicada en Los Ángeles.

## Filmografía
- A Natural Man (1915)
- It Happened in Honolulu (1916)
- The Secret of the Swamp (1916)
- The Greater Law (1917)
- Mutiny (1917)
- God's Crucible (1917)
- Southern Justice (1917)
- The Show Down (1917)